# Горяшино (Ивановская область)
Горяшино — деревня в Ильинском районе Ивановской области. Входит в состав Щенниковского сельского поселения.

## География
Деревня находится на берегу реки Пошма, на расстоянии 3 км от границы с Ярославской областью и 20 км (по автодорогам) к юго-западу от посёлка городского типа Ильинское-Хованское, административного центра района.

### Часовой пояс
Деревня Горяшино, как и вся Ивановская область, находится в часовой зоне МСК (московское время). Смещение применяемого времени относительно UTC составляет +3:00.

## Население
| 2010 |
| ---- |
| 7    |